# هيلموت برينكمان
هيلموت برينكمان (بالألمانية: Helmuth Brinkmann)‏ هو ملاح ألماني، ولد في 12 مارس 1895 في لوبيك في ألمانيا، وتوفي في 26 سبتمبر 1983 في ديسين أم أميرسيه في ألمانيا.